# Fokker F.VII
Fokker F.VII byl nizozemský dopravní letoun z první poloviny 20. let 20. století. Typ existoval v jednomotorové a třímotorové variantě. Tento typ měl z letadel Anthony H.G. Fokkera největší význam pro rozvoj světové letecké dopravy.

## Historie

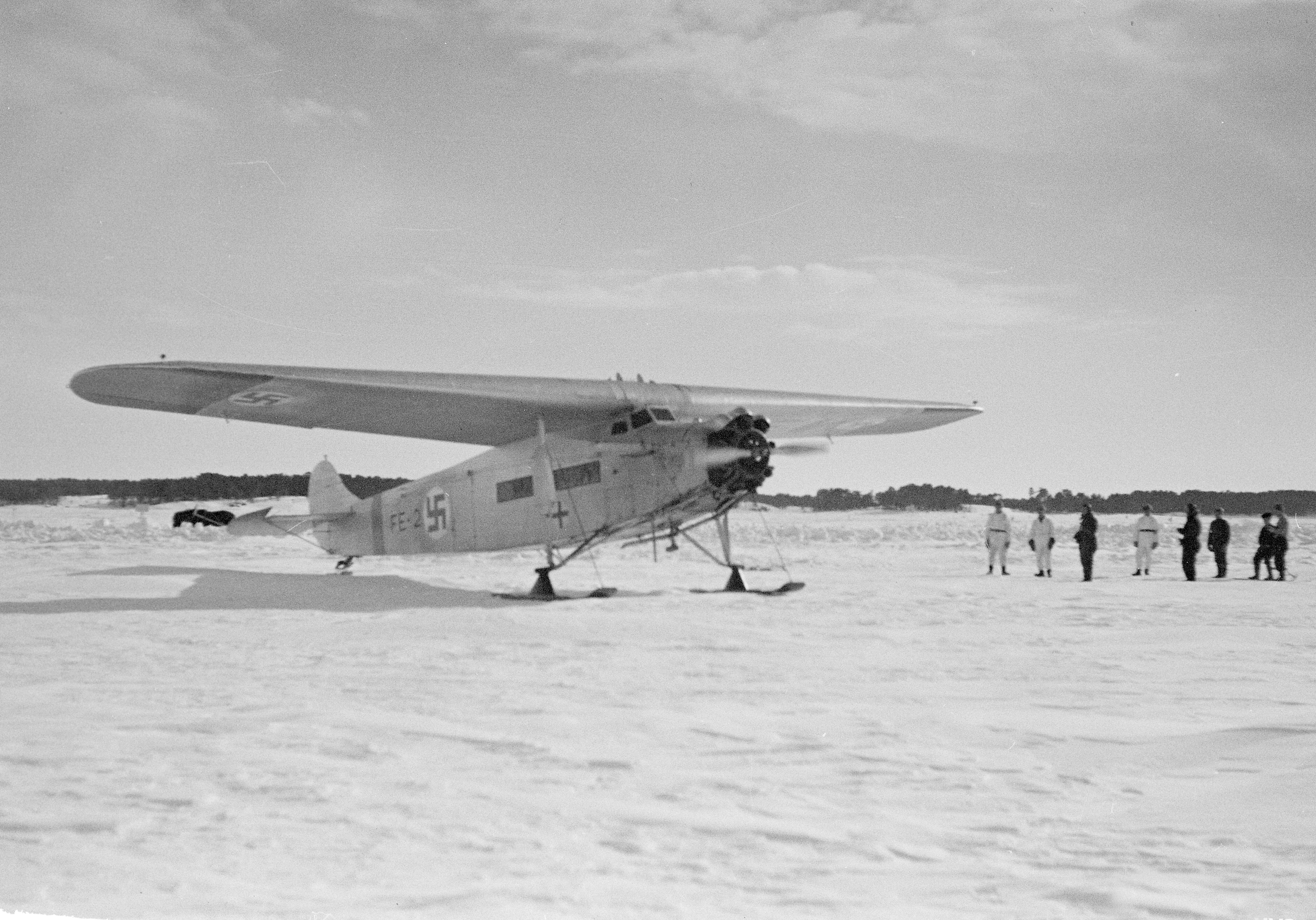
Fokker F.VII (FE-2), Ilmavoimat

První prototyp F.VII (H-NACC) byl zalétán roku 1924 poháněný jedním řadovým motorem Rolls-Royce Eagle IX o výkonu 265 kW a téhož roku začala jeho sériová výroba. Letouny měly dvoumístnou otevřenou pilotní kabinu s čelním štítkem a mohly pojmout 8 cestujících. Holandská dopravní společnost KLM Royal Dutch Airlines zakoupila včetně prototypu čtyři stroje a pátý s motorem Napier Lion o 330 kW. Dva z nich později obdržely hvězdicové pohonné jednotky Jupiter VI o výkonu 353 kW. Prototyp pak vykonal mezi 1. říjnem a 24. listopadem 1924 první etapový let Amsterdam–Batávie.
12. března 1925 vzlétl další prototyp (H-NAZC) modernizovaného stroje s řadovým, kapalinou chlazeným vidlicovým dvanáctiválcovým motorem Packard Liberty o výkonu 295 kW (400 k). Tento letoun, označený v sériové výrobě jako F-VIIa, byl dále modernizován. Změněn byl půdorys křídla: s menším rozpětím, větší štíhlostí a se zaoblenými konci. Letouny měly instalované nové teleskopické podvozkové nohy s gumovými tlumiči a modernizací prošla také dvoumístná již zakrytá kabina pro piloty. Z prvních sériových jednomotorových F-VIIa zakoupily čtyři USA, jeden odebralo Royal Air Force a jedenáct KLM. Holandské stroje poháněly hvězdicové motory Jupiter 9A o výkonu 295 kW, které se staly standardem pro většinu vyprodukovaných Fokkerů F-VIIa. KLM později ve svých dílnách z náhradních dílů sestavila tři nové letouny.

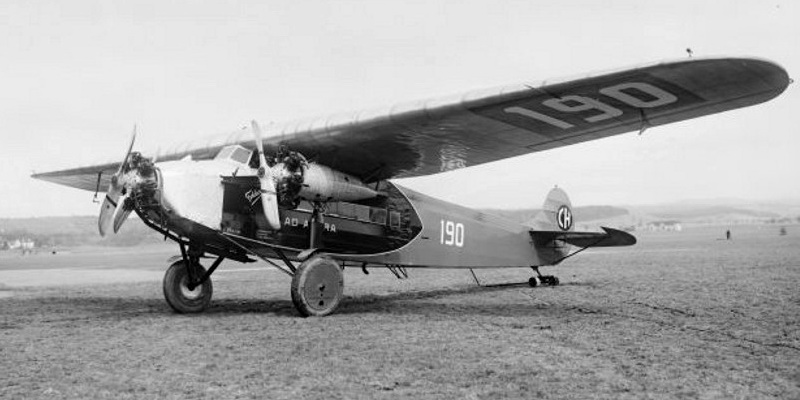
Fokker F.VIIb/3m (CH190) švýcarské společnosti Ad Astra Aero

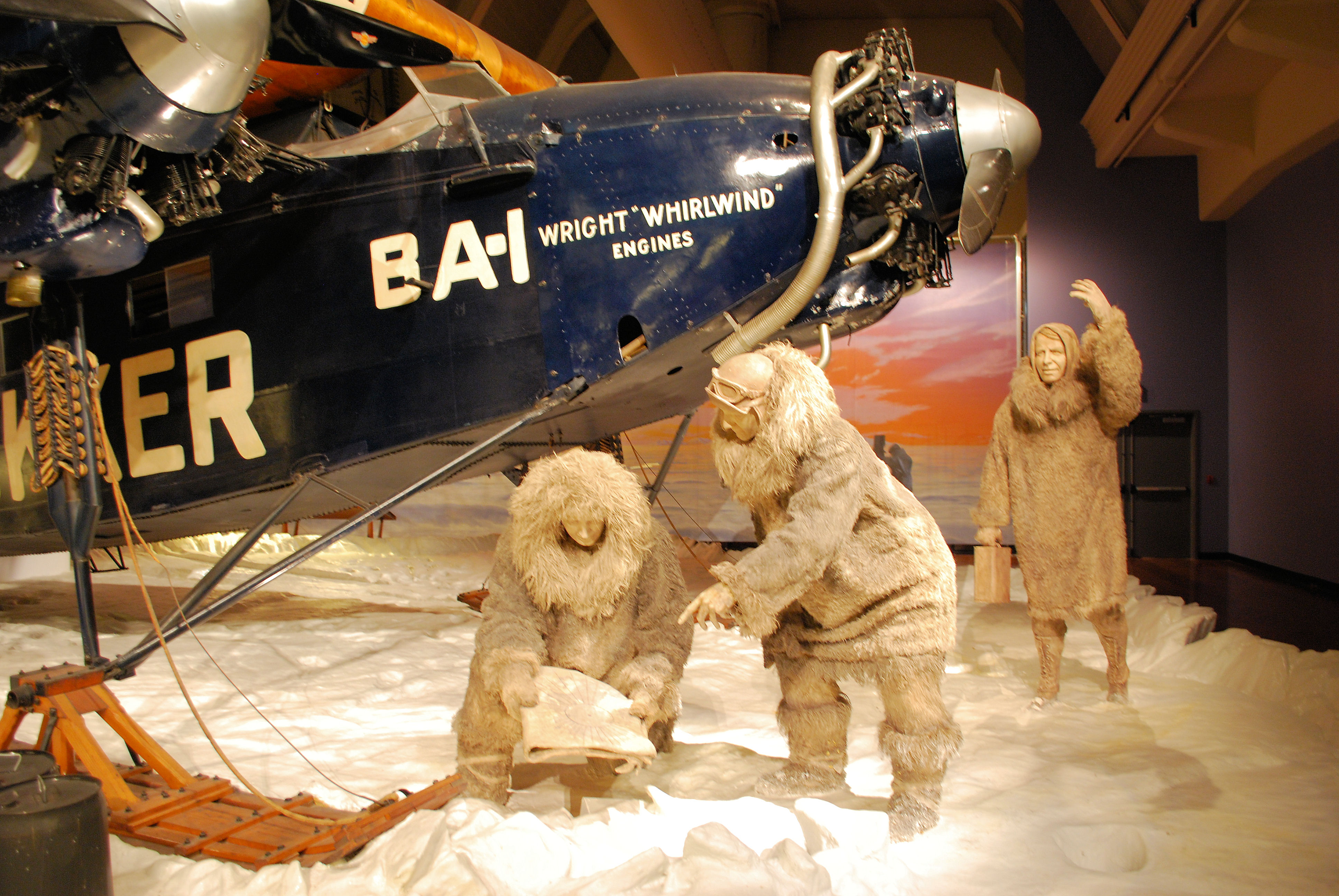
Fokker F-VIIa/3m „Josephine Ford“

Jednomotorové F-VIIa používala také švýcarská dopravní společnost Balair a dánské DDL a Skaneflyg. Polská společnost LOT zakoupila šest strojů F-VIIa s řadovými motory Lorraine-Dietrich 12Eb o výkonu 330 kW z nichž některé později obdržely motory Jupiter. Hvězdicové Jupitery poháněly také sedm letounů dodaných civilnímu přepravci CIDNA, která později šest strojů přepracovala na třímotorové F-VIIa/3m. Francouzský přepravce STAR používal tři Fokkery F-VIIa s řadovými motory Lorraine-Dietrich 12Ed, 12 holandských F-VIIa bylo také exportováno do USA, kde byly také licenčně vyráběny. F-VIIa s jedním řadovým motorem Lorraine sloužil jako vojenský v etiopském letectvu.
V roce 1925 byla v USA pořádána soutěž spolehlivosti dopravních letounů Ford Reliability Tour, pro kterou Fokker upravil jeden F-VIIa na třímotorový typ F-VIIa/3m (Trimotor). Jeden motor Wright Whirlwind J-4 o výkonu 147 kW byl instalován v přídi, zbylé dva byly zavěšeny pod křídlem. Fokker jej zalétal 4. září 1925 v Holandsku, pak byl přepraven lodí do New Yorku. Trať dlouhou 3060 km začínající i končící v Detroitu pilotoval osobně Anthony Fokker, který se stal rovněž vítězem soutěže. Po jejím ukončení stroj zakoupil Henry Ford, byl pokřtěn „Josephine Ford“ a věnován polární výpravě Richarda E. Byrda a Bennetta. Jako první letoun pak překonal 9. května 1925 severní pól.

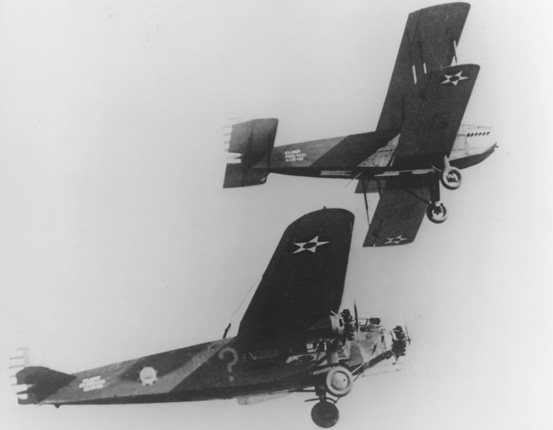
Atlantic C-2A USAAC pojmenovaný Question Mark při doplňování paliva z Douglasu C-1 během rekordního letu v délce 150 hodin podniknutého mezi 1. a 7. lednem 1929.

Fokkerova pobočka v USA, společnost Atlantic Aircraft, začala variantu F-VIIa/3m vyrábět zejména pro armádu, sériová produkce probíhala také v Holandsku.
Od roku 1928 byla po zkušenostech s větším křídlem vyráběna verze F-VIIb/3m, u níž byly také odstraněny nedostatky předchozích typů. Jejich největším odběratelem se stal dopravce KLM a východoindická KNILM. F-VIIb/3m provozovala také belgická společnost Sabena, kde byl v této zemi rovněž licenčně vyráběn firmou SABCA (Société Anonyme Belge de Constructions Aéronautiques) v počtu 28 letounů. Licenční výrobu těchto letounů převzala rovněž továrna SA Officine Ferroviarie Meridionali z Neapole jako IMAM Ro-10 v Itálii, Plage i Laśkiewicz (Zakłady Mechaniczne E. Plage i T. Laśkiewicz) v polském Lublinu (18 letounů, polské strojů byly využívány jako bombardéry), v Maďarsku Manfred Weiss a AISA (Talleres Loring) ve Španělsku. Ve Velké Británii firma Avro vyrobila 13 strojů pod označením Avro 618 Ten (Deset). Číslo 10 (2+8) udávalo kapacitu s osádkou.

## Rekordní letounSouthern Cross
Pro polární expedici George H. Wilkinse byly v březnu 1926 zakoupeny dva letouny Fokker F.VII v jednomotorové i třímotorové konfiguraci. Jednomotorový Fokker pokřtěný „Alaskan“ byl zničen při havárii brzy po předání, druhý letoun jménem „Detroiter“ havaroval na druhý den. G. Wilkins se rozhodl pro spojení křídla Alaskanu s trupem Detroiteru a celou rekonstrukci zadal firmě Boeing v Seattlu. Při této příležitosti byla na renovovaný letoun namontována nestandardní směrovka a křídlo bylo opatřeno novým dílem zvětšujícím rozpětí.
Nevybavený drak letounu v roce 1927 zakoupil za 3000£ australský letec Charles Kingsford Smith, bývalý pilot 23. perutě Royal Flying Corps, který se chtěl pokusit o přelet Pacifiku. Svůj stroj nechal osadit trojicí motorů Wright Whirlwind a pojmenoval ho „Southern Cross“ (G-AUSU). Před dálkovým přeletem byl letoun upraven tak, aby mohl nést větší zásobu paliva společně se zesílením trupu a podvozku. 30. května 1928 odstartoval společně s Charlesem T. P. Ulmem, Američanem Harry W. Lyonem jako navigátorem a mechanikem Jamesem W. Warnerem z letiště Oakland Field u San Francisca a zamířil nad Havajské ostrovy. Let pak pokračoval nad souostroví Fidži a navzdory tropické bouři přistál 9. června 1928 na Eagle Farm Aerodrome v rodném Brisbane. Byl tak poprvé letecky překonán Tichý oceán v letovém čase 83 hodin 38 minut. Charles Kingsford-Smith uskutečnil první přelet Tichého oceánu a Tasmanova moře mezi 8. a 9. srpnem z Melbourne do Perthu, 10. až 11. září přelétl z Tasmánie na Nový Zéland a 8. až 9. října zpátky z Blenheimu do Sydney. Na přelomu června a července 1929 „Southern Cross“ se Smithem uskutečnil etapový let Sydney–Londýn v rekordním čase 12 dní 14 hodin 18 minut. Po tomto rekordním letu prošel „Jižní kříž“ komplexní revizí ve Fokkerově továrně v Amsterodamu a v roce 1930 tak mohly jeho dálkové lety úspěšně pokračovat. V červnu Smith s mezinárodní osádkou přeletěl severní Atlantik z Irska do New Yorku s mezipřistáním na Newfoundlandu. V červenci 1930 na tento let navázal přeletem do San Francisca, čímž dokončil etapový oblet Země, který uskutečnil v průběhu 25 měsíců. Fokker poté létal v Austrálii a v polovině 30. let obdržel imatrikulaci VH-USU.

## Použití v Československu
V březnu roku 1928 zakoupila Československá letecká společnost (ČLS) dva jednomotorové F-VIIa od KLM (výr. č. 4918, H-NADG a výr. č. 4919, H-NADF), kterým byly přiděleny 26. března 1928 poznávací značky L-BAAH (v roce 1930 změněno na OK-AAH) a L-BAAI (OK-AAI). Byly určeny pro dvoučlennou posádku a osm cestujících. Stroje v ČSR poháněly motory Walter Jupiter IV o výkonu 309 kW.  
Ve světovém měřítku a i pro československou leteckou dopravu však měly zásadnější význam třímotorové stroje F-VIIb-3m. Licenci na stavbu 30 letounů třímotorové verze získala Avia Čakovice, která tyto letouny začala vyrábět pod označením Avia F-VIIb-3m s třílistou kovovou vrtulí. Celkem bylo v Avii vyrobeno 19 letounů (5× ČSA, 8× ČLS, 4× CIDNA, 1× Baťova letecká společnost a 1× Ministerstvo národní obrany), které znamenaly nejen zaměstnanost ale i zkušenosti pro dělníky a techniky.  

## Varianty
- F.VII - základní, jednomotorová verze s řadovým dvanáctiválcem
- F.VIIa - jednomotorová verze s hvězdicovým motorem; vyrobeno ca 45 letounů, z nichž některé byly přestavěny na třímotorové verze
- F.VIIa/3m - třímotorová verze
- F.VIIb/3m - třímotorová verze s větší nosnou plochou; třímotorových verzí vyrobeno ca 170 letounů vč. licenčních s různými typy motorů

## Specifikace

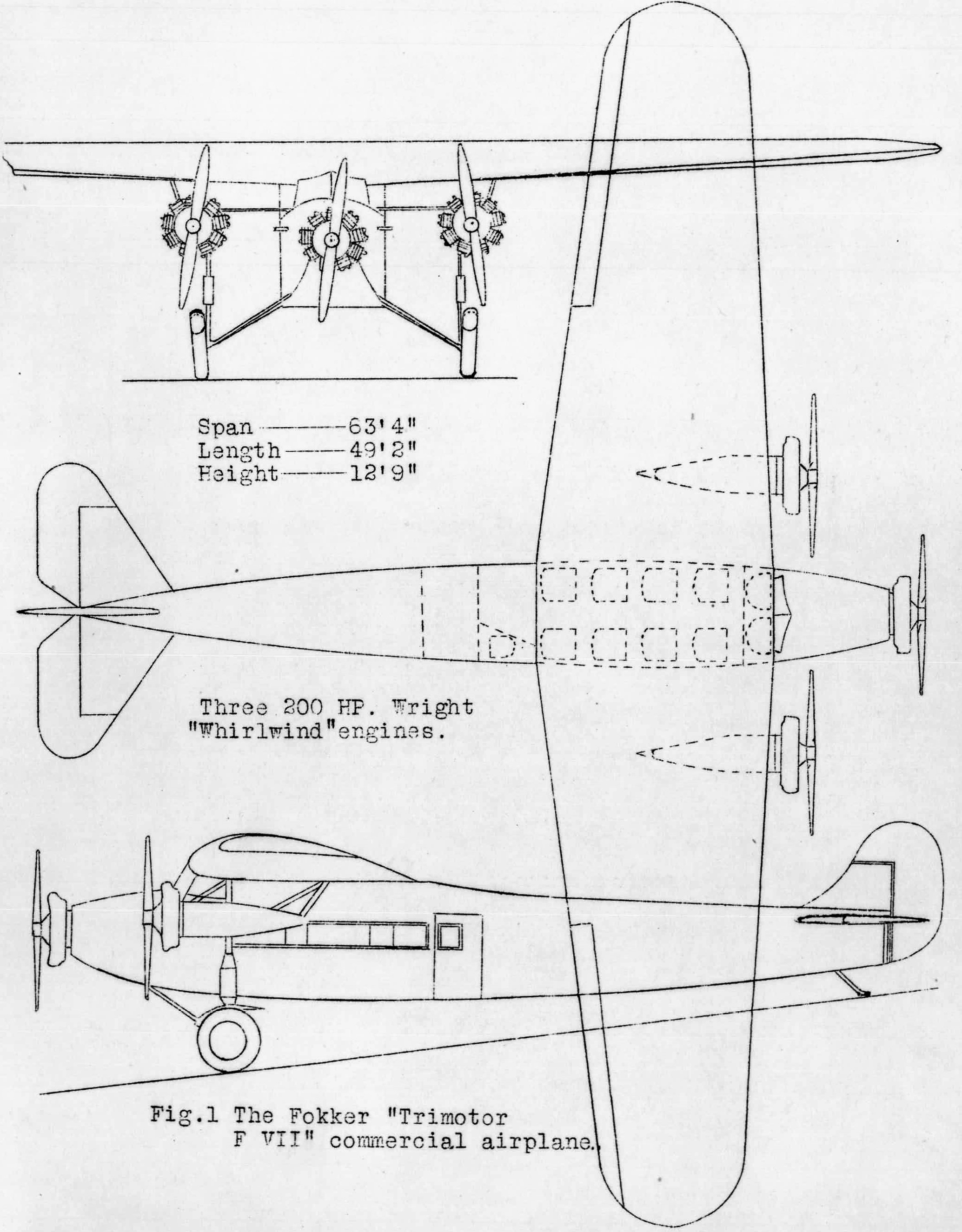
Třípohledový nákres (z archivů NACA)

Data dle

### Technické údaje
| Typ                             | F-VII       | F-VIIa     | F.VIIa/3m | F.VIIb/3m |
| ------------------------------- | ----------- | ---------- | --------- | --------- |
| Rok zavedení                    | 1924        | 1925       | 1925      | 1928      |
| Posádka                         | 2           | 2          | 2         | 2         |
| Kapacita                        | 8           | 8          | 8         | 8 - 12    |
| Rozpětí (m)                     | 22,00       | 19,31      | 19,31     | 21,72     |
| Délka (m)                       | 13,50       | 14,35      | 14,50     | 14,50     |
| Výška (m)                       |             | 3,81       |           | 3,90      |
| Nosná plocha (m2)               | 71,77       | 58,50      | 58,50     | 67,60     |
| Hmotnost prázdného letounu (kg) | 1955        | 1950       | 2350      | 2440      |
| Vzletová hmotnost (kg)          | 3700        | 3650       | 4100      | 5250      |
| Počet motorů                    | 1           | 1          | 3         | 3         |
| Typ motoru                      | RR Eagle IX | GR Jupiter | AS Lynx   | GR Titan  |
| Nejvyšší výkon motoru (kW)      | 264         | 309        | 147       | 184       |

### Výkony
| Typ                       | F-VII | F-VIIa | F.VIIa/3m | F.VIIb/3m |
| ------------------------- | ----- | ------ | --------- | --------- |
| Maximální rychlost (km/h) | 156   | 185    | 190       | 195       |
| Cestovní rychlost (km/h)  | 128   | 155    | 165       | 165       |
| Dostup (m)                | 4500  | 2600   | 3300      | 3100      |
| Dolet (km)                | 800   | -      | 600       | 960       |
| Vytrvalost (h)            | -     | 7,5    | -         | -         |